# ريكاردو إيرنيستو
ريكاردو إيرنيستو هو لاعب كرة قدم برازيلي في مركز حراسة المرمى، ولد في 23 أكتوبر 1986 في Palmitos ‏ في البرازيل. لعب مع نادي إيكاسا ونادي شابيكوينسي ونادي فورتاليزا ونادي فيغورينسي.

## وصلات خارجية
- ريكاردو إيرنيستو على موقع قاعدة بيانات كرة القدم.إي يو (الإنجليزية)
- ريكاردو إيرنيستو على موقع Soccerway.com (الإنجليزية)